# Frequency (album)
Albums de IQ
Dark Matter
Frequency est le dixième album studio du groupe britannique de rock néo-progressif IQ sorti en 2009. Dans cet album, le claviériste Martin Orford et le batteur Paul Cook sont respectivement remplacés par Andy Edwards, le batteur du groupe Frost* et Mark Westworth.

## Réception
La réception de cet album par les médias fut relativement bonne, clamant un modernisme jamais égalé dans la carrière du groupe et une identité encore une fois très affirmée.

## Personnel
Musiciens
- Peter Nicholls - chant, textes
- Michael Holmes - guitare
- John Jowitt - basse
- Mark Westworth - claviers
- Andy Edwards - batterie

## Liste des titres
- Toutes les musiques sont signées par le groupe, les textes par Peter Nicholls

1. Frequency – 8:29
2. Life Support – 6:28
3. Stronger Than Friction – 10:32
4. One Fatal Mistake – 4:54
5. Ryker Skies – 9:45
6. The Province Of The King – 13:42
7. Closer – 8:10